# Pirosmani
Pirosmani är en sovjetisk dramafilm från 1969 regisserad av Georgij Sjengelaja. Filmen beskriver livsödet för den självlärde georgiske naivistiske målaren Niko Pirosmani.